# Christiane Guhel
Christiane France Guhel, nata Elien (Parigi, 10 maggio 1932 – Quincy-sous-Sénart, 28 luglio 2023), è stata una danzatrice su ghiaccio francese.
Insieme a suo marito Jean Paul Guhel ha vinto un argento e un bronzo al Campionato del mondo e un oro, due argenti e un bronzo al Campionato europeo.

## Risultati

### Danza su ghiaccio
(con Jean Paul Guhel)
| Evento                        | 1958 | 1959 | 1960 | 1961 | 1962 |
| ----------------------------- | ---- | ---- | ---- | ---- | ---- |
| Campionati mondiali           | 6°   | 6°   | 3°   |      | 2°   |
| Campionati europei            | 4°   | 3°   | 2°   | 2°   | 1°   |
| Campionati nazionali francesi | 1°   | 1°   | 1°   | 1°   | 1°   |